# Kaskier
Kaska (Kaška, Kasku eller Gasga) var benämningen på ett löst sammansatt stamfolk som talade det idag okända språket kaskiska och levde i bergen i östpontiska Anatolien mellan det hettitiska rikets kärnland och Svarta havet. Kaskierna omnämns nästan enbart i hettitiska källor och skall ha varit anledningen till att det hettitiska imperiet aldrig erövrade området.

## Historia
Kaska-folket tros ha kommit från Marmarasjöns östra strand och senare dragit in i Pala där de drev ut lokalbefolkningen. Första gången Kaska omnämns är i böne-inskriptioner daterade till Hantili II:s tid som konung (cirka 1450 f.Kr.). I inskriptionen beskrivs att kaskierna bosatt sig i staden Neriks ruiner. Hantilis son Tudhaliya II (cirka 1430 f.Kr.) skall ha genomfört en kampanj mot Kaska-folket vars utfall är oklart. Nerik återtogs i vart fall inte eftersin Tudhaliyas efterträdare Arnuwanda I lät komponera en bön i vilken han ber gudarna ge Nerik tillbaka till hettiterna. Han nämner även att städerna Kammama och Zalpuwa en gång tillhört hettiterna men att de nu tillhör kaskierna. Arnuwanda skall ha försökt pacificera Kaska-stammarna med tributer.
Någon gång mellan Arnuwanda och Suppiluliuma I:s tid som konung nämner brev funna i Maşat Höyük att gräshoppor åt Kaska-folkets säd och att de svältande Kaska-stammarna då allierade sig med Hayasa-Azzi och Isuwa i öst (riken i östra Anatolien samt det armeniska höglandet) och att de tillsammans med andra fiender till hettiterna brände Hattusa. Hettiternas andra huvudstad Sapinuwa verkar ha drabbats av samma öde kring den tiden. Senare Hettitiska källor från 1200-talet berättar att Kaska-folket på den tiden "gjort Nenassa till sin gräns" och att Hayasa-Azzi  gjort samma sak med Samuha.
I Amarnabreven skriver Amenhotep III till Arzawas kung Tarhunta-Radu att "Hattusas land" blivit utrotat och han ber kungen skicka honom några av det Kaska-folk han hört talas om.
Kungarna Tudhaliya III och Suppiluliuma (cirka 1375-1350 f.Kr.) gjorde Samuha till sitt högkvarter och invaderade Azzi-Hayasa därifrån. Kaska-folket skall ha försökt stoppa den hettitiska armén men de besegrades av Suppiluliuma som sedan drev ut dem ur området. Därefter drog Tudhaliya III och Suppiluliuma in i själva Hayasa och besegrade det riket, dock led de kraftiga förluster på grund av Hayasas guerrillakrigföring. Medan Hayasa besegrades samlades tolv Kaska-stammar under hövdingen Piyapili och gick till anfall mot hettiterna men besegrades återigen av Suppiluliuma. Därefter lyckades Tudhaliya III och Suppiluliuma återerövra Hattusa, dock skulle hettiterriket fortsätta ha problem med kaskierna som nu hotade riket både inifrån och utifrån. Kaskierna skall under denna tid haft 9000 krigare och 800 krigsvagnar.
Under Arnuwanda II:s tid (cirka 1323 f.Kr.) oroade sig hettiterna för att Kaska-folket skulle utnyttja den pest som då spreds i riket. Kaska-folket levde nu från Ishupitta inne i kungadömet till Kammama utanför. Den erfarne generalen Hannutti flyttade till Ishupitta för att bemöta hotet men dog där. Ishupitta förklarade sig då självständigt från det hettitiska riket. Strax därefter dog även Arnuwanda som då efterträddes av sin bror Mursili II som besegrade kaskierna och återtog Ishupitta. Under de kommande årtiondena tvingades Mursili II besegra kaskierna vid Durmitta och i Tipiya, vid Tarikarimuberget i Ziharriya och vid Asharpayaberget som låg vid vägen mot Pala. Kaskierna där gjorde antingen uppror mot hettiterna eller så bedrev de storskaliga rån och plundringar mot handelsvägarna i områdena. Mursili slog dock ned samtliga uppror ett efter ett.
Efter att Mursili besegrat flera uppror enades Kaska-folket för första gången på riktigt under Pihhuniya av Tipiya (som tidigare besegrats en gång av Mursili). Pihhuniya skall enligt hettiterna ha "härskat som konung" och han erövrade Istitina för att sedan fortsätta så långt som Zazzissa. Vid Zazzissa besegrades han dock av Mursili som tillfångatog honom och förde honom till Hattusa. Mursili II började sedan använda sig av en mer defensiv strategi och lät uppföra en serie gränsfästningar norr om Devrez.
I början av 1200-talet f.Kr. när Mursilis son Muwatalli II var konung lyckades kaskierna ta sig förbi gränsfästningarna. De fortsatte sedan in i det hettitiska riket och plundrade än en gång Hattusa. Som svar på detta slutade det hettitiska riket anställa kaskiska legoknektar och  Muwatalli II flyttade huvudstaden från Hattusa till Tarhuntassa som låg i rikets södra delar. Han gjorde sedan sin bror Hattusili III till guvernör av rikets norra områden. Hattusili III mötte stor framgång mot kaskierna och han drev dem tillbaka så långt att han lyckades återerövra Nerik. När han sedan blev kung av det hettitiska riket gjorde han Hattusa till dess huvudstad än en gång.
Vid bronsålderskollapsen kan kaskierna ha varit en bidragande faktor till hettiter-rikets fall. De verkar då ha tagit sig in i östra Anatolien och fortsatte sedan söderut tills de stötte på assyrierna under kung Tiglath-Pileser I. Tiglath-Pileser lät skriva ned att kaskierna tillsammans med deras allierade Mushki och Urumu varit aktiva med att plundra det hettitiska kärnlandet. Han besegrade dem sedan vid ett slag och det är sista gången kaska-folket nämns i historiska källor.
Efter att ha besegrats av assyrierna kan Kaska-folken ha vänt åt nordöst in i Kaukasus där de beblandade sig med lokalbefolkningen och blev del av vad som senare kom att bli Kolchis. En annan teori är att de slog sig ned i Kappadokien vilket på 800-talet f.Kr. skulle komma att bli ett vasallkungadöme till assyrierna.